# Paralimnophila wilsoniana
Paralimnophila wilsoniana là một loài ruồi trong họ Limoniidae. Chúng phân bố ở miền Australasia.